# Spánkový lalok

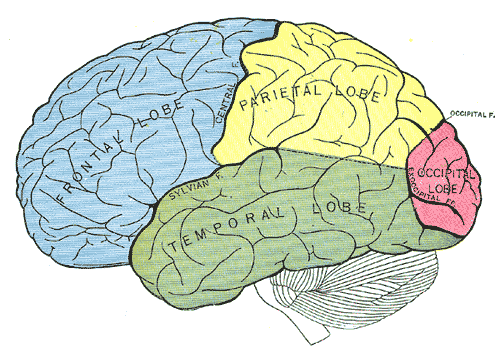
Laloky mozkové kůry;
spánkový lalok zeleně

Brocovo centrum a Wernickeovo centrum

Spánkové laloky (lat. lobi temporales) jsou části mozkové kůry uložené za spánkovou kostí a vnitřním uchem v obou mozkových hemisférách. Vyplňují společně s dalšími oddíly střední jámu lebeční.

## Popis spánkového laloku
Temporální (spánkové) oblasti neokortexu mají rozhodující význam pro funkce spojené s lidskou řečí a podílejí se společně s asociačními motorickými oblastmi ve frontálních lalocích (Brocovo centrum) na porozumění řeči a psaného textu.
Asociační oblasti somatické, zrakové a sluchové se stýkají v zadních partiích spánkového laloku. Jejich společná část je nazvána Wernickeovo centrum pojmenované podle autora jeho lokalizace a popisu, jímž byl profesor neurologie a psychiatrie Carl Wernicke.
Součástí spánkového laloku jsou gyrus temporalis medius a inferior. V hloubce sulcus lateralis se nacházejí čtyři příčné závity temporálního lobu gyri transversales, které jsou označovány jako Heschlovy závity (Brodmannova area 41, 42). V jejich kůře je primární korové centrum sluchu. Na zevní ploše závitů je pak lokalizováno korové centrum řeči.
Na spodní ploše laloku se nacházejí gyrus occipitotemporalis lateralis, g. occipitotemporalis medialis a gyrus hippocampi, který je oddělen od mediálního závitu sulcus collateralis.
U moderního člověka (druh Homo sapiens) je tato oblast mozku extrémně dobře vyvinutá, podstatně lépe než u jiných primátů a lépe než u člověka vzpřímeného (Homo erectus).